# ووینیتسی (صربستان)
ووینیتسی (به صربی: Vojnici) یک منطقهٔ مسکونی در صربستان است که در Opština Babušnica واقع شده‌است. ووینیتسی ۱۰۴ نفر جمعیت دارد.